# Lee Young-moo
Lee Young-moo (Goyang, Corea del Sur; 26 de julio de 1953) es un exfutbolista de Corea del Sur que jugaba en la posición de centrocampista.

## Carrera

### Club
| Periodo   | Club          |
| --------- | ------------- |
| 1977–1978 | POSCO FC      |
| 1978–1980 | ROK Army      |
| 1981–1982 | Hallelujah FC |

### Selección nacional
Jugó para la selección juvenil de 1972 a 1973 con la que fue finalista del Campeonato Juvenil de la AFC 1972. Con la selección absoluta de 1975 a 1981 con la que anotó 27 goles en 85 partidos, participó en los Juegos Asiáticos de 1978 y en la Copa Asiática 1980, en la cual fue elegido al equipo ideal del torneo.

### Entrenador
| Periodo   | Club                 |
| --------- | -------------------- |
| 1983–1992 | Immanuel FC          |
| 1992–1998 | E-Land Puma          |
| 1999–2005 | Hallelujah FC (1999) |
| 2009–2011 | Ansan Hallelujah     |
| 2011–2012 | TTM Phichit          |
| 2012–2014 | Ansan Hallelujah     |
| 2015      | Goyang Hi FC         |

## Logros

### Jugador

#### Club
ROK Army
- Korean Semi-professional League (primavera): 1980[4]
- Korean National Championship: 1979[5]

#### Selección nacional
- Asian Games: 1978[6]

### Entrenador
E-Land Puma
- Korean Semi-professional League (primavera): 1995, 1996[7]
- Korean National Championship: 1994, 1995[7]
- Korean Semi-professional Championship: 1995[8]
- Korean President's Cup: 1994[9]

### Individual
- Equipo Ideal Coreano: 1975, 1976, 1977, 1978, 1979, 1980[10][11][12][13][14][15]
- Equipo Ideal de la AFC Asian Cup: 1980[16]
- Futbolista Coreano del Año: 1980[15]
- Mejor Entrenador del Korean National Championship: 1994[17]

## Estadísticas
| Selección     | Año   | Partidos | Goles |
| ------------- | ----- | -------- | ----- |
| Corea del Sur | 1975  | 19       | 9     |
| Corea del Sur | 1976  | 18       | 4     |
| Corea del Sur | 1977  | 9        | 3     |
| Corea del Sur | 1978  | 17       | 8     |
| Corea del Sur | 1979  | 5        | 3     |
| Corea del Sur | 1980  | 14       | 0     |
| Corea del Sur | 1981  | 3        | 0     |
| Total         | Total | 85       | 27    |

| Torneo                                       | Partidos | Goles |
| -------------------------------------------- | -------- | ----- |
| Amistosos                                    | 7        | 2     |
| Torneos Menores                              | 45       | 17    |
| Juegos Asiáticos                             | 6        | 1     |
| Clasificación para la Copa Asiática          | 2        | 3     |
| AFC Asian Cup                                | 6        | 0     |
| Clasificación a los Juegos Olímpicos         | 11       | 2     |
| Clasificación para la Copa Mundial de Fútbol | 8        | 2     |
| Total                                        | 85       | 27    |

| N.º | Fecha      | Sede                          | Partido | Rival              | Gol | Resultado          | Torneo                                               |
| --- | ---------- | ----------------------------- | ------- | ------------------ | --- | ------------------ | ---------------------------------------------------- |
| 1   | 16-6-1975  | Yakarta, Indonesia            | 4       | Malasia            | 1–1 | 1–1 (aet 3–4 pen.) | 1975 Jakarta Anniversary Tournament                  |
| 2   | 7-8-1975   | Kuala Lumpur, Malasia         | 9       | Tailandia          | 6–0 | 6–0                | 1975 Pestabola Merdeka                               |
| 3   | 17-8-1975  | Kuala Lumpur, Malasia         | 13      | Malasia            | 1–0 | 1–0                | 1975 Pestabola Merdeka                               |
| 4   | 8-9-1975   | Seúl, Corea del Sur           | 14      | Japón              | 3–0 | 3–0                | Amistoso                                             |
| 5   | 14-12-1975 | Kaohsiung, República de China | 15      | República de China | 2–0 | 2–0                | 1976 Summer Olympics qualification                   |
| 6   | 27-12-1975 | Bangkok, Tailandia            | 18      | Indonesia          | 2–0 | 2–0                | 1975 King's Cup                                      |
| 7   | 30-12-1975 | Bangkok, Tailandia            | 19      | Singapur           | 2–0 | 5–0                | 1975 King's Cup                                      |
| 8   | 30-12-1975 | Bangkok, Tailandia            | 19      | Singapur           | 4–0 | 5–0                | 1975 King's Cup                                      |
| 9   | 30-12-1975 | Bangkok, Tailandia            | 19      | Singapur           | 5–0 | 5–0                | 1975 King's Cup                                      |
| 10  | 21-3-1976  | Tokio, Japón                  | 22      | Japón              | 1–0 | 2–0                | 1976 Summer Olympics qualification                   |
| 11  | 13-9-1976  | Seúl, Corea del Sur           | 32      | India              | 1–0 | 4–0                | 1976 Korea Cup                                       |
| 12  | 13-9-1976  | Seúl, Corea del Sur           | 32      | India              | 3–0 | 4–0                | 1976 Korea Cup                                       |
| 13  | 17-9-1976  | Seúl, Corea del Sur           | 33      | Singapur           | 3–0 | 7–0                | 1976 Korea Cup                                       |
| 14  | 14-2-1977  | Singapur                      | 38      | Singapur           | 2–0 | 4–0                | Amistoso                                             |
| 15  | 11-2-1977  | Tehran, Irán                  | 46      | Irán               | 1–0 | 2–2                | Clasificación para la Copa Mundial de Fútbol de 1978 |
| 16  | 11-2-1977  | Tehran, Irán                  | 46      | Irán               | 2–2 | 2–2                | Clasificación para la Copa Mundial de Fútbol de 1978 |
| 17  | 12-7-1978  | Kuala Lumpur, Malasia         | 47      | Malasia            | 3–1 | 3–1                | 1978 Pestabola Merdeka                               |
| 18  | 14-7-1978  | Kuala Lumpur, Malasia         | 48      | Tailandia          | 3–0 | 3–0                | 1978 Pestabola Merdeka                               |
| 19  | 29-7-1978  | Kuala Lumpur, Malasia         | 53      | Irak               | 1–0 | 2–0                | 1978 Pestabola Merdeka                               |
| 20  | 13-9-1978  | Daegu, Corea del Sur          | 55      | Baréin             | 2–1 | 3–1                | Copa de Corea 1978                                   |
| 21  | 15-12-1978 | Bangkok, Tailandia            | 58      | Japón              | 1–0 | 3–1                | Juegos Asiáticos de 1978                             |
| 22  | 25-12-1978 | Manila, Filipinas             | 62      | Macao              | 2–0 | 4–1                | Clasificación para la Copa Asiática 1980             |
| 23  | 25-12-1978 | Manila, Filipinas             | 62      | Macao              | 3–0 | 4–1                | Clasificación para la Copa Asiática 1980             |
| 24  | 25-12-1978 | Manila, Filipinas             | 62      | Macao              | 4–0 | 4–1                | Clasificación para la Copa Asiática 1980             |
| 25  | 12-9-1979  | Daegu, Corea del Sur          | 66      | Sri Lanka          | 6–0 | 6–0                | 1979 Korea Cup                                       |
| 26  | 14-9-1979  | Jeonju, Corea del Sur         | 67      | Baréin             | 2–0 | 5–1                | 1979 Korea Cup                                       |
| 27  | 14-9-1979  | Jeonju, Corea del Sur         | 67      | Baréin             | 3–1 | 5–1                | 1979 Korea Cup                                       |